# Baie de Monterey
La baie de Monterey est une baie de la côte californienne, située au sud de San Francisco, entre Santa Cruz au nord et Monterey au sud. Elle est bordée par Sand City à l'est.

## Description
Une réserve marine protège une grande partie du littoral de cette région. La réserve marine de la baie de Monterey (Monterey Bay National Maritime Sanctuary) s'étend sur 444 km de littoral et 15 783 km2 d'environnement maritime. Des dizaines de loutres de mer, de phoques et d'oiseaux peuvent être observés sur ces côtes. Au total, 26 espèces de mammifères marins, 94 espèces d'oiseaux maritimes, 345 espèces de poissons, quatre espèces de tortues et 450 espèces d'algues peuvent être observées dans la réserve. Le kelp peut mesurer jusqu'à 30 mètres de longueur. La méduse dorée (Chrysaora fuscescens) est également présente et se nourrit de plancton, de crustacés et de petits poissons.
L'importante profondeur du canyon de Monterey permet aux orques de chasser les baleines grises qui remontent vers le nord en longeant la Californie.
Le projet MARS (Monterey Accelerated Research System) consiste à immerger à 870 mètres de profondeur dans la baie un observatoire sous-marin. Le but est de prédire les changements climatiques et d'améliorer la gestion des stocks de poissons. 
La baie de Monterey figure dans le documentaire français Océans réalisé par Jacques Perrin et Jacques Cluzaud (2009).

## Sites remarquables

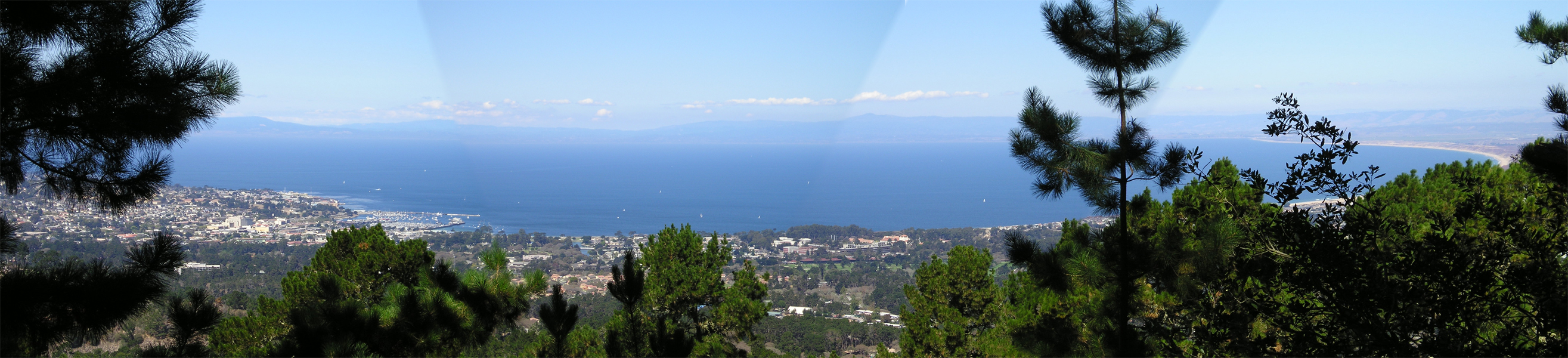
Baie de Monterey

- Lovers Point